# Tiergärtnertor
Brama Zwierzyńca – gotycka brama, znajdująca się w Norymberdze, umieszczona w ciągu średniowiecznych murów miejskich. Brama znajduje się przy placu Tiergärtnertorplatz.

## Źródła
- Michael Diefenbacher, Rudolf Endres (Hrsg.): Stadtlexikon Nürnberg. 2., verbesserte Auflage. W. Tümmels Verlag, Nürnberg 2000, ISBN 3-921590-69-8